# Takahatenamun
Takahatenamun, Takahatamun o Takhahatamani va ser una reina nubia egípcia durant la dinastia XXV. Era la filla del rei Piye i la germana-esposa del rei Taharqa. Va tenir diversos títols:
- Dama Noble (iryt p't)
- Gran de lloances (wrt hzwt)
- Dona del Rei (hmt niswt)
- Senyoa de totes les dones (hnwt hmwt nbwt)
- Germana del Rei (snt niswt).

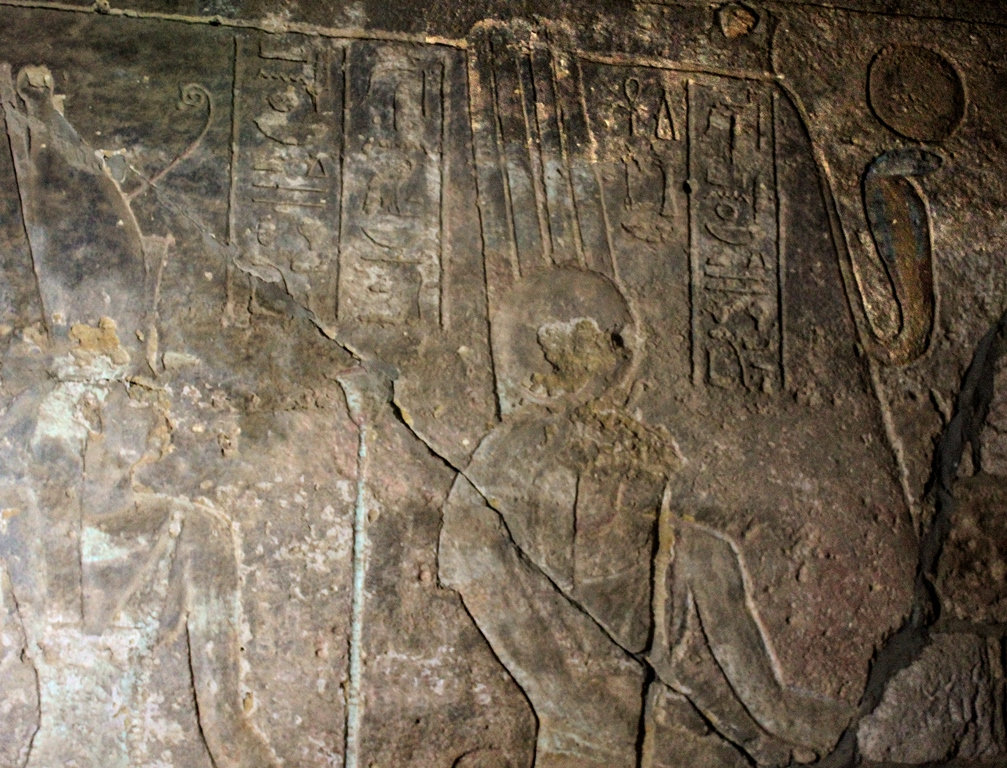
Relleu de Gebel Barkal que mostra a la reina Takahatenamun.

Takahatenamun és coneguda per l'escena del temple de Mut a Gebel Barkal, on es mostra dempeus darrere de Taharqa, que fa una ofrena als déus Amon-Re i Mut.
George Andrew Reisner va proposar que Takahatamun podria haver estat enterrada a Nuri a la tomba 21. La tomba està datada a l'època del rei Senkamanisken, el que significa que la reina hauria d'haver mort als setanta anys o més si realment hagués estat enterrada allà.